# Ciclismo ai Giochi della IV Olimpiade
Le gare di ciclismo dei Giochi della IV Olimpiade si svolsero allo Stadio di White City di Londra tra il 13 e il 18 luglio 1908. 
Tutte le gare si svolsero sulla pista dello stadio che aveva una lunghezza di 660 iarde (603.5 metri).

## Podi

### Uomini
| Evento                            | Oro | Prestazione | Argento | Prestazione | Bronzo | Prestazione |
| Ciclismo su pista                 | | | | | | |
| 660 iarde (dettagli)              | Victor Johnson | | Émile Demangel | | Karl Neumer | |
| 5000 metri (dettagli)             | Benjamin Jones | | Maurice Schillès | | André Auffray | |
| 20 chilometri (dettagli)          | Clarence Kingsbury | | Benjamin Jones | | Joseph Werbrouck | |
| 100 chilometri (dettagli)         | Charles Henry Bartlett | | Charles Denny | | Octave Lapize | |
| Inseguimento a squadre (dettagli) | Regno Unito Benjamin Jones Clarence Kingsbury Leonard Meredith Ernest Payne                                                                                            | | Germania Max Götze Rudolf Katzer Hermann Martens Karl Neumer | | Canada William Anderson Walter Andrews Frederick McCarthy William Morton                                                                                               | |
| Velocità (dettagli)               | In questa specialità non venne assegnata nessuna medaglia in quanto i concorrenti partecipanti alla finale oltrepassarono il tempo limite imposto dagli organizzatori. | In questa specialità non venne assegnata nessuna medaglia in quanto i concorrenti partecipanti alla finale oltrepassarono il tempo limite imposto dagli organizzatori. | In questa specialità non venne assegnata nessuna medaglia in quanto i concorrenti partecipanti alla finale oltrepassarono il tempo limite imposto dagli organizzatori. | In questa specialità non venne assegnata nessuna medaglia in quanto i concorrenti partecipanti alla finale oltrepassarono il tempo limite imposto dagli organizzatori. | In questa specialità non venne assegnata nessuna medaglia in quanto i concorrenti partecipanti alla finale oltrepassarono il tempo limite imposto dagli organizzatori. | In questa specialità non venne assegnata nessuna medaglia in quanto i concorrenti partecipanti alla finale oltrepassarono il tempo limite imposto dagli organizzatori. |
| Tandem (dettagli)                 | Francia André Auffray Maurice Schilles | | Regno Unito Frederick Hamlin Thomas Johnson | | Regno Unito Charlie Brooks Walter Isaacs | |

## Medagliere
| Pos.   | Paese       | Oro | Argento | Bronzo | Totale |
| ------ | ----------- | --- | ------- | ------ | ------ |
| 1      | Regno Unito | 5   | 3       | 1      | 9      |
| 2      | Francia     | 1   | 2       | 2      | 5      |
| 3      | Germania    | 0   | 1       | 1      | 2      |
| 4      | Belgio      | 0   | 0       | 1      | 1      |
| 4      | Canada      | 0   | 0       | 1      | 1      |
| Totale | Totale      | 6   | 6       | 6      | 18     |